# Děnis Carguš
Děnis (Dinislam) Carguš (* 1. září 1987 Gudauta) je bývalý abchazský zápasník–volnostylař, který od rozpadu Sovětského svazu reprezentoval Rusko.

## Sportovní kariéra
Je rodákem z gruzínského separatistického území Abcházie z Gudauty. Zápasení se věnoval od 9 let pod vedením Dzuky Beniji. Jeho osobním trenérem byl Džarnaz Benija. Území Abcházie není mezinárodně uznanou zemí a ke startům na mezinárodní úrovni si vybral Rusko. Vrcholově se připravoval v armádním sportovní středisku CSKA v Moskvě pod vedením Islama Kalajeva. V ruské volnostylařské reprezentaci se prosazoval od roku 2009 ve váze do 74 kg. V roce 2011 překvapivě neuspěl během první fáze olympijské kvalifikace na Mistrovství světa v Istanbulu, ale v roce 2012 udržel pozici reprezentační jedničky před Adamem Sajtijevem a získal nominaci na olympijské hry v Londýně. V Londýně postoupil do semifinále, ve kterém prohrál s Američanem Jordanem Burroughsem těsně ve dvou setech 1:2. V souboji o třetí místo porazil reprezentanta Kanady Matta Gentryho jednoznačně 2:0 na sety a získal bronzovou olympijskou medaili. V dalším olympijském období ho trápila různá zranění (krční pátěř, kýla) a do olympijského roku 2016 pozici reprezentační jedničky neudržel před Aniuarem Gedujevem. Sportovní kariéru ukončil v roce 2017.

## Výsledky
| Turnaj             | 2004 | 2005 | 2006 | 2007 | 2008 | 2009 | 2010 | 2011 | 2012 | 2013 | 2014 |
| Turnaj             | 17   | 18   | 19   | 20   | 21   | 22   | 23   | 24   | 25   | 26   | 27   |
| Turnaj             | -66  | -74  | -74  | -74  | -74  | -74  | -74  | -74  | -74  | -74  | -74  |
| ------------------ | ---- | ---- | ---- | ---- | ---- | ---- | ---- | ---- | ---- | ---- | ---- |
| Olympijské hry     | —    |      |      |      | —    |      |      |      | 3.   |      |      |
| Mistrovství světa  |      | —    | —    | —    |      | 1.   | 1.   | úč.  |      | —    | 1.   |
| Mistrovství Evropy | —    | —    | —    | —    | —    | —    | 1.   | 1.   | 1.   | —    | —    |
| Univerziáda        |      |      |      |      |      |      |      |      |      | 1.   |      |
| MS juniorů         | —    | —    | —    | 1.   |      |      |      |      |      |      |      |
| ME juniorů         | —    | —    | —    | —    |      |      |      |      |      |      |      |
| ME dorostenců      | 1.   |      |      |      |      |      |      |      |      |      |      |